# نفتوکینون

ساختار شیمیایی ۴٬۱-نفتوکینون

نفتوکینون‌ها دسته ای از ترکیبات آلی هستند که از نظر ساختاری به نفتالین شباهت دارند. دو ایزومر والد متداول در این دسته ترکیبات عبارتند از:
- ۲٬۱-نفتوکینون
- ۴٬۱-نفتوکینون